# Cosina (Erpelle-Cosina)
Cosina (in sloveno Kozina) è un insediamento di 572 abitanti del comune sloveno di Erpelle-Cosina situato nella parte nord-occidentale della Cicceria.
La località è situata a 3,4 km dal confine italiano, al crocevia tra le importanti strade che collegano Lubiana con Capodistria e Trieste con Fiume.
È sede, assieme all'attigua Erpelle, di una stazione ferroviaria (in passato anche capolinea della ferrovia Trieste-Erpelle) lungo la linea Capodistria-Lubiana.

## Storia
Dopo la caduta dell'Impero romano d'Occidente, e la parentesi del Regno ostrogoto fino al 539, in Istria si insediarono i bizantini che in seguito subirono la penetrazione temporanea nella penisola dei Longobardi.

Dopo una parentesi di dominazione longobarda dal 751 ad opera del loro re Astolfo, l'Istria tornò in mano bizantine dal 774.
Nel 788 Carlo Magno, re dei Franchi, occupò l'Istria inglobandola nel Regnum Italiae e poi affidandola al figlio Pipino; nell'803 venne istituita la Marchia Austriae et Italiae che comprendeva il Friuli, la Carinzia, la Carniola e l'Istria. Alla morte di Pipino nell'810, il territorio passò in mano al figlio Bernardo.
Con la morte di Carlo Magno nell'814, la carica imperiale passò a Ludovico I che affidò il Regno d'Italia al suo primogenito Lotario, il quale già nell'828 (dopo aver deposto Baldrico, ultimo duca del Friuli, per non aver saputo difendere le frontiere orientali dagli Slavi) divise la parte orientale del Regno, ossia la Marca Orientale, in quattro contee: Verona, Friuli, Carniola e Istria (comprendente il Carso e parte della Carniola interna). Da allora le contee del Friuli e dell'Istria vennero conglobate nella nuova “marca d'Aquileia”, come parte del Regno d'Italia.

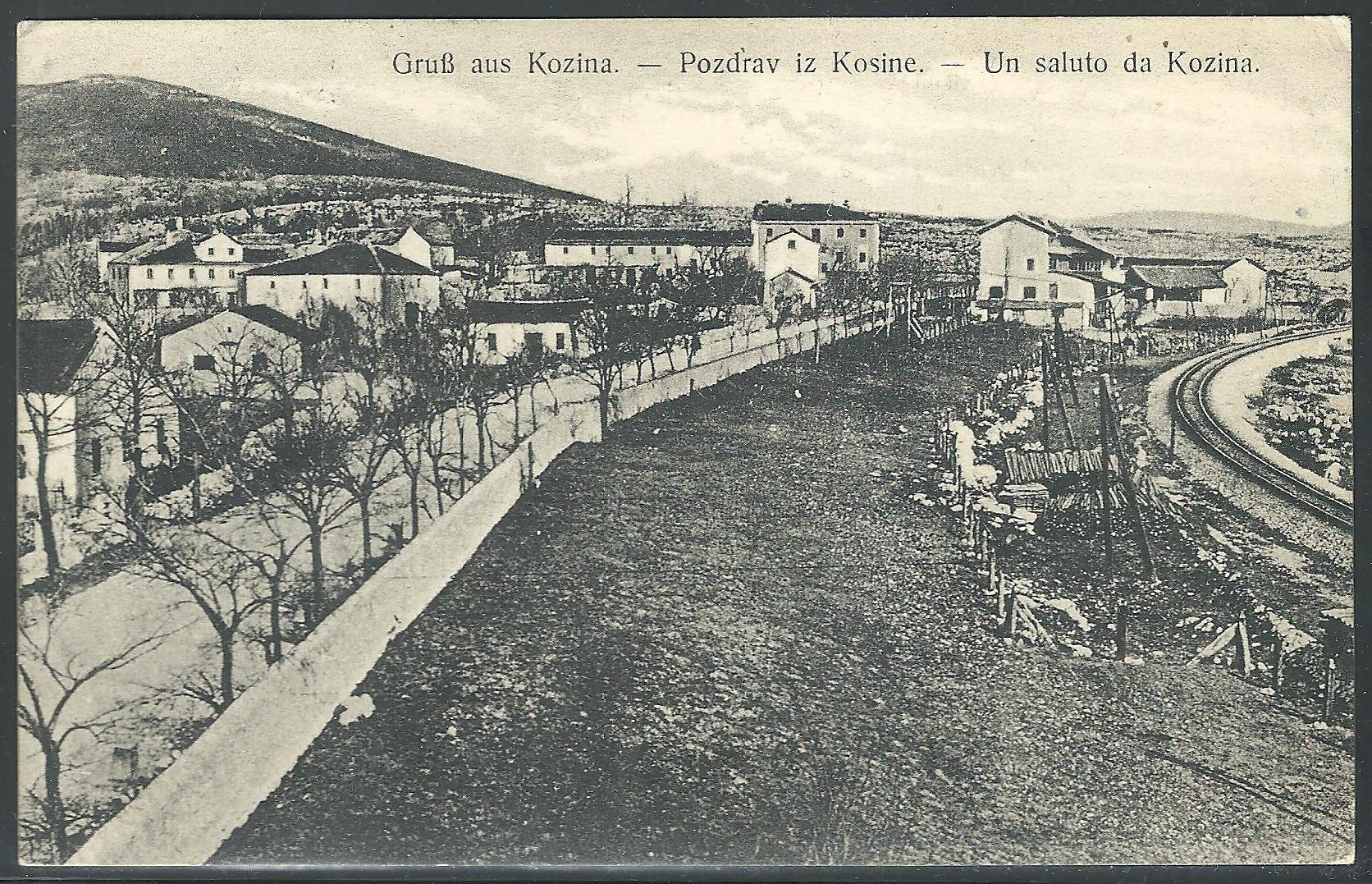
Cosina, 1907

In seguito al Trattato di Verdun, nell'843, il suo territorio entrò a far parte della Lotaringia in mano a Lotario I e più specificatamente dal 846 della Marca del Friuli, in mano al marchese Eberardo a cui succedettero prima il figlio Urnico e poi l'altro figlio Berengario.

Dal 855 divenne bene allodiale dell'imperatore Ludovico II che restituì ai patriarchi d'Aquileia i diritti metropolitici sull'Istria, togliendoli alla chiesa di Grado.
Cessato il dominio franco con la deposizione di Carlo il Grosso, Berengario, divenuto re d'Italia, passò il marchesato aquileiese al suo vassallo Vilfredo che venne poi nell'895 da lui nominato marchese del Friuli e dell'Istria.
Nel 948 l'imperatore Ottone I di Sassonia donò al vescovo di Trieste il territorio di San Servolo e la stessa Trieste fu infeudata al suo vescovo; lo stesso imperatore nel 952 obbligò il re d'Italia Berengario II a rinunciare alle contee “Friuli et Istria”, unendole all'Impero romano-germanico e subordinandole al ducato di Baviera tenuto dal suo fratellastro Enrico I a cui successe il figlio Enrico II.
Nel 976 l'Istria passò al Ducato di Carinzia appena costituito dall'imperatore Ottone II.
Nel 1040, dopo la morte l'anno prima di Corrado II, Enrico III di Franconia fece del resto dell'Istria una marca a sé, per dare a questa provincia un'organizzazione più adatta alla difesa e per indebolire i duchi di Carinzia, ai quali l'Istria era sottomessa. La nuova marca istriana divenne così “provincia immediata e feudo diretto dell'Impero”. L'autorità marchionale della nuova Marchia et Comitatus Histriae venne pertanto conferita dall'imperatore al conte Volrico od Urlico I della casa Weimar – Orlamünde.
Morto il marchese Urlico I, nel 1070 l'imperatore Enrico IV cedette il marchesato d'Istria a Marquardo III di Eppenstein; Marquardo III, aveva sposato Edvige o Haldemud, figlia di Wilpurga e Variento, duca del Friuli e signore di Gorizia, dal quale ereditò le signorie isontine.
Nel 1077 l'imperatore Enrico IV costituì il Principato ecclesiastico di Aquileia che ebbe influenza, mediante apposito diploma emesso lo stesso anno, anche sulla marca di Carniola e sulla contea dell'Istria.
L'attuale zona di Cosina fece parte della Diocesi di Trieste, allora esercitante potere temporale su buona parte della Cicceria e del solco di Castelnuovo; nel 1081, quando il vescovo di Trieste divenne vassallo della chiesa d'Aquileia, il suo territorio passò sotto il dominio dei patriarchi.
Dopo la pace di Treviso (1291, che affidava la fascia costiera occidentale istriana alla crescente potenza della Serenissima), il suo territorio venne affidato, assieme all'alta valle Risano, al comune di Trieste, al tempo nemico del patriarca. 
Dopo la Pace di Torino del 1381, suggellata dopo la fine della guerra tra i Genovesi e i Veneziani, il comune di Trieste, e così i suoi domini, rientrarono nei domini del Patriarcato di Aquileia.
Il 1420 segnò la fine del potere temporale dei patriarchi e Cosina passò sotto il dominio asburgico, dipendendo dalla Signoria di San Servolo, ma a poca distanza dai domini della Serenissima; venne poi distrutta durante l'invasione turca del 1499.
Nel 1508, durante la guerra austro-veneta, i Veneziani, comandati da Bartolomeo d'Alviano, occuparono Cosina e gran parte della Cicceria.

Con il trattato di Noyon, seguito dal trattato di pace di Worms (1523) e dal lodo arbitrale di Trento del 1535 (che sancì, tra Veneziani e il nuovo imperatore Carlo V, quanto stabilito tra le parti nel 1523) Cosina tornò in mano imperiali.
Col Trattato di Schönbrunn del 1809 entrò a far parte delle Province Illiriche per rientrare poi in mano austriaca col Congresso di Vienna nel 1815 nel Regno d'Illiria (divisa tra il comune di Roditti e quello di Draga); passò in seguito sotto il profilo amministrativo al Litorale austriaco nel 1849 sempre come frazione divisa fra il comune di Roditti e quello di Očisla-Klanec (che aveva assorbito quello di Draga).

La località acquisì una certa importanza con l'apertura della stazione ferroviaria parte della Ferrovia Istriana (completata nel 1876).
Dopo la prima guerra mondiale fu annessa, come tutta la Venezia Giulia, al Regno d'Italia; nel 1923 venne assegnata al nuovo comune di Erpelle-Cosina, di cui divenne capoluogo.
Fu soggetta alla Zona d'operazioni del Litorale adriatico (OZAK) tra il settembre 1943 e il maggio 1945. Fin dal giugno 1945, trovandosi a sud-est della Linea Morgan, entrò nella zona ad amministrazione jugoslava e a seguito del Trattato di Parigi nel 1947 definitivamente a far parte della RS Slovenia nella federazione jugoslava, ma vicino al confine con la zona B del Territorio Libero di Trieste; dal 1991 fa parte della Repubblica di Slovenia.

## Alture principali
M.te Bellavista (Videž), 664 m; M.te Polausce (Polanšče), 687 m; M.te Grisa (Črna griža), 540 m.

## Corsi d'acqua
Torrente Botazzo (Glinščica/Botač)

## Geografia fisica
Rappresentato nella carta IGM al 25.000: 53A-I-NE